# Thesium vimineum
Thesium vimineum är en sandelträdsväxtart som beskrevs av Robyns & Lawalree. Thesium vimineum ingår i släktet spindelörter, och familjen sandelträdsväxter. Inga underarter finns listade i Catalogue of Life.